# Независимое общество по защите прав человека
Независимое общество по защите прав человека (болг. Независимото дружество за защита правата на човека; НДЗПЧ) — болгарская диссидентская антикоммунистическая организация конца 1980-х. Первая в НРБ независимая политическая группа, выступавшая открыто и публично. Позиционировалась как правозащитная, однако выдвигала комплексную оппозиционную программу. Сыграла заметную роль в политических переменах 1989—1990.

## Организация и программа
Первым актом будущего НДЗПЧ стало обращение к венской конференции СБСЕ 19 декабря 1986 года. Документ, призывавший не завершать работу, пока в странах «соцлагеря» нарушаются права человека, был передан посольству США в Софии. Подписали обращение известные болгарские диссиденты Илия Минев, Эдуард Генов, Григор Божилов, Стефан Савойский, Божидар Статев, Минка Статева. Все они, кроме Статевой, вскоре оказались под арестом, но недолго оставались в заключении.
Независимое общество по защите прав человека было создано 16 января 1988 года по инициативе Илии Минева — 70-летнего диссидента-националиста, бывшего легионера, 33 года проведшего в тюрьмах НРБ. В инициативную группу входили также Стефан Вылков, Эдуард Генов, Григор Божилов, Любомир Собаджиев, Иван Янков, Цеко Цеков, Христо Сватовский, Екатерина Маркова, священник БПЦ Благой Топузлиев. Общество провозгласило своей целью защиту прав человека в Болгарии, восстановление достоинства болгарских граждан. Прежде всего речь шла о жертвах политических преследований, заключённых, национальных меньшинствах (турках, подвергавшихся принудительной болгаризации и цыганах).
Программа Общества ставила широкие задачи: утверждение политических свобод, демократии и плюрализма, проведение экономических реформ, достижение национально-государственной независимости от СССР. В документе явственно звучали мотивы христианского солидаризма. Речь шла о кардинальной смене общественного строя Болгарии.

Мы убеждены, что коммунистическая партия и её формальные политические придатки (БЗНС, ОФ, профсоюзы, ДКМС) давно уже трупы. Граждане Болгарии влачат их по исторической инерции. Теперь созрели условия для перехода к профессиональному и политическому плюрализму, к спонтанному неконтролируемому развитию… Плюрализм, как стихийный и неконтролируемый процесс, наводнит страну, освобождая от 44 лет угнетения.

Программа Независимого общества по защите прав человека

Инициатива Минева и его соратников активизировала группы болгарских инакомыслящих.

Это была лавина. В течение нескольких недель у нас появились тысячи человек, многие из них — турки. Начались протесты международного ПЕН-клуба, появилась всемирная известность.

Стефан Вылков

## Закулисная борьба
Немалую роль в популяризации НДЗПЧ сыграли власти и органы госбезопасности. Арест Илии Минева и группы активистов в начале 1989 сопровождался критической кампанией в партийной печати. Это обеспечило организации широкую известность. Существуют предположения, что кампания являлись составной частью плана номенклатурной оппозиции по отстранению от власти Тодора Живкова.

Вместе с популярностью Минева возросла и популярность созданного им Независимого общества по защите прав человека… Как отмечается в статье Петра Добрева (Петър Добрев) под названием «Отказ от коммунизма» («Отказ от комунизъм»), опубликованной 20 ноября 2009 года на сайте svobodata.com, «Пресса была полна пропагандистских статей, направленных против Общества. Вместо того, чтобы молчать об оппозиции, этот ход ДС сделал НДЗПЧ неожиданно популярным».

Журналист наверно думает, что в ДС (болгарском КГБ) работали идиоты, которые не понимали, какое воздействие оказывают «пропагандистские статьи» с якобы «разоблачениями». Всё они прекрасно понимали, и заранее просчитали реакцию населения.

26 октября 1988 министр внутренних дел НРБ генерал Стоянов подал премьер-министру Георгию Атанасову докладную записку о НДЗПЧ и его организаторах. Илия Минев и его соратники характеризовались как убеждённые и опасные противники режима. 
Изоляция Минева и его группы позволила изменить характер НДЗПЧ. В руководстве организации появились фигуры, в той или иной степени управляемые госбезопасностью. (Параллельно произошёл раскол по вопросу об отношении к турецкому национальному движению; активисты-турки вышли из общества и вскоре создали Движение за права и свободы.)
В июле 1989 группа софийских членов НДЗПЧ (среди них Волен Сидеров, будущий лидер националистической партии «Атака», сторонник политики Владимира Путина) сместила Илию Минева с председательства, даже не уведомив об этом основателя организации. На место Минева был избран Румен Воденичаров, подозреваемый в связях с госбезопасностью. Некоторые аналитики характеризуют трансформацию НЗДПЧ в 1989 как «рейдерский захват».

## После смены режима
10 ноября 1989 года Тодор Живков был отстранён от власти. Активисты НДЗПЧ включились в массовое общественное движение, участвовали в формировании новых политических структур. При этом освобождённый из заключения Илия Минев и его сторонники не допускались к практической политике и даже к выступлениям перед большими аудиториями.
7 декабря 1989 НДЗПЧ присоединилось к коалиции Союз демократических сил (СДС), впоследствии чередовавшейся у власти с реформированной компартией.
28 июля 1990 Румен Воденичаров оставил председательский пост. Лидерами НДЗПЧ стали известный поэт Николай Колев, философ Ясен Златков, Васил Костов. Дальнейшая деятельность Общества велась в основном в рамках СДС.